# Low Nunatak
Der Low Nunatak (englisch für Niedriger Nunatak) ist ein 450 m hoher und 1,5 km langer Nunatak im ostantarktischen Viktorialand. Er ragt 3 km nördlich des westlichen Endes des Killer Ridge der Gonville and Caius Range inmitten des Cotton-Gletschers auf. Nur 50 m seiner Gesamthöhe von 450 m sind sichtbar.
Die vom britischen Geologen Thomas Griffith Taylor (1880–1963) geleitete Westgruppe bei der Terra-Nova-Expedition (1910–1913) unter der Leitung des britischen Polarforschers Robert Falcon Scott gab ihm seinen deskriptiven Namen.